# Герб Габону
Герб Габону — державний символ Габону, був розроблений швейцарським геральдистом і вексилогістом Луї Мюлемманом, який являвлявся одним із членів-управителів FIAV, а також проектувальником попереднього герба Конго. Герб використовувався з 15 червня 1963 року.

## Опис гербу
Щитотримачі — чорні пантери, що символізують пильність і хоробрість президента, захищаючого націю. Візантіни (золоті диски) в центрі щиту символізують багаство країни корисні копалини, судно в нижній частині — Габон, що руається у напрямку до світлого майбутнього, а дерево окуме у верхній частині щиту — торгівлю деревиною.
Герб має дві стрічки з девізами на двох різних мовах: на синій стрічці в нижній частині щиту — напис «Союз, Праця, Правосуддя» (фр. UNION, TRAVAIL, JUSTICE), а на білій трішки нижче гілок дерева — «Рухаємося разом» (лат. UNITI PROGREDIEMUR).